# Weiße Stadt (Berlin)

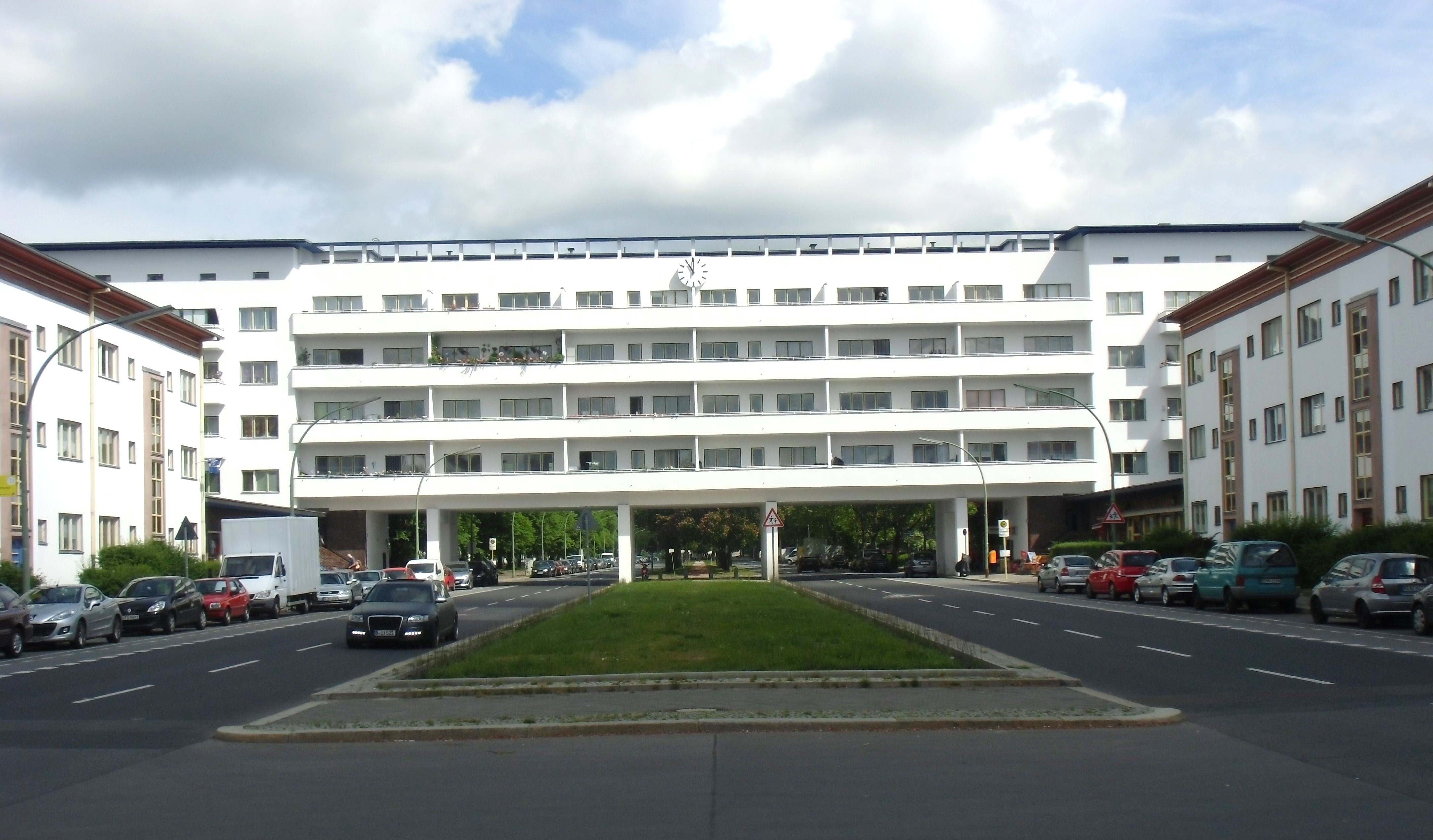
Brückenhaus an der Aroser Allee

Die Weiße Stadt, auch Großsiedlung Schillerpromenade, ist eine Großsiedlung mit 1268 Wohnungen im Berliner Ortsteil Reinickendorf des gleichnamigen Bezirks. Sie ist eine von sechs Siedlungen der Berliner Moderne und seit 2008 UNESCO-Welterbe. Sie ist die letzte Siedlung der Klassischen Moderne, die in der Weimarer Republik errichtet wurde.
Die Weiße Stadt wurde wie andere Siedlungen als Folge des Wohnungsmangels 1928–1931 durch die Gemeinnützige Heimstättengesellschaft ‚Primus‘ mbH von den Architekten Otto Rudolf Salvisberg, Bruno Ahrends und Wilhelm Büning nach dem Städtebauentwurf von Otto Rudolf Salvisberg erbaut. Landschaftsplaner war Ludwig Lesser. Um die Baukosten zu minimieren, wurden die Arbeiten an kleine Handwerksbetriebe vergeben.
Nach der Fertigstellung wurden insgesamt 1600 Wohnungen zu einem Quadratmeterpreis von 14 Mark geschaffen. Erstmals sollte ein großer Gebäudekomplex zentral beheizt werden. Seit 2012 wird dafür ein Blockheizkraftwerk an der Aroser Allee genutzt. Zu Beginn entstand auch auf einem der Wohnhöfe ein Kindergarten. Einkaufsmöglichkeiten wurden durch 20 dort ansässige Ladengeschäfte bereitgestellt.
Die Weiße Stadt ist eine Großsiedlung mit offener Binnenstruktur aus Rand- und Zeilenbauten und ineinander verlaufenden Grünräumen. Das Weiß der Häuser wird durch farbige Akzente wie farbige Regenrohre, Dachüberstände, Türen und Fensterrahmen verstärkt. Architektonisches Aushängeschild der Siedlung ist das Brückenhaus an der Aroser Allee.